# Lithosia chrysargyrea
Lithosia chrysargyrea är en fjärilsart som beskrevs av Sergius G. Kiriakoff 1963. Lithosia chrysargyrea ingår i släktet Lithosia och familjen björnspinnare. Inga underarter finns listade i Catalogue of Life.